# Ямпільське повстання
Ямпільське повстання вибухнуло у лютому 1921 року. Гасло було «За Радянську владу без комуни і комуністів».
Формальним приводом для нього послужив випадок майже з анекдоту: місцева міліція та комендантська команда у селі Бабчинці знайшли і конфіскували самогонний апарат, на захист власника якого піднялося все населення. Охопило території сучасних Ямпільського, Могилів-Подільського і Чернівецького районів.
Повстання почалося у селі Бабчинці 3 лютого 1921 року, охопивши Ярузьку, Ямпільську, Бабчинецьку та Великокісницьку волості Ямпільського повіту та частину сіл Могилівського — Шендерівка, Людвиківка, Садківці. Координували дії штаби: основний (підпільний) у Ямполі і польовий у Бабчинцях.
Очолив повстання підпрапорщик царської армії Федір Іванович Лозан, заступником був Яків Гінець (Лунець).
Штаб 12-ї дивізії червоних доповідав, що у Ямпільському повіті 12 тисяч повстанців, а в Могилівському 5 тисяч, з них 200 вершників «без сідел». «Контрреволюційний рух» охопив населені пункти Грушку, Садки, Коси, Вила, Букатинку, Мервинці, Бушу, Іванків, Микільське, Бабчинці, Суботівку, Яругу, Михайлівку, Білу, Гальжбіївку, Петрашівку, Миронівку, Пороги, Добрянку, Дзигів Брід, Велику Кісницю, Цекинівку, Вольфанівку, Тростянець Ямпільського повіту, та Шендерівку, Людвиківку, Садківці. Повстанці вибили більшовиків з містечка Яруги та села Тростянець, де загін отамана Лозана — три тисячі чоловік, з яких половина мала вогнепальну зброю — розігнав місцеві органи радянської влади, роззброївши майже сто червоноармійців. Однак і після цього козацька кавалерія — близько 500 осіб — переважно не мала сідел та зброї.
Повстанці ліквідували ярузького волосного воєнкома, слідчого особливого відділу «Румкордону» та кулеметника карного батальйону. Ще раніше підпрапорщик Ганькевич Федір Антонович (1888 р.н.) організував у селі Тростянець та Дзигівці підпільні осередки. Під час самого повстання служив старшиною більшовицького караульного батальйону в Ямполі. З лютого під Гальжбіївкою, де взвод мав битися з селянами із цього села, Білої та Флемінди (загальна чисельність близько 1500 осіб), Ганькевич поширив серед підлеглих паніку, що призвело до їх втечі в Ямпіль. Селяни кинулися навздогін, під впливом невдач більшовики взялися за евакуацію своїх установ із Могилева-Подільського та підготовку для оборони міста.
У Ямполі повстанці перебували з 5 по 9 лютого 1921 року. Видали низку наказів — про вільний обіг усіх грошей (за винятком совєтських), свободу торгівлі, відозви із закликом до повстання проти комуни, сформували адміністрацію. Але сили були нерівні.
7 лютого в наступ проти повстанців перейшли 66-й, 208-й, 209-й і 210-й полки, 35-та бригада 12-ї дивізії, загони міліціонерів Могилівського повіту.
10 лютого повстання було придушене, «ватажки повстання знищені», «вбито понад 300 бандитів», повністю спалили село Оленівку Могилівського повіту — 66-й полк 24-ї дивізії. У селах відбувалися виїзні засідання трибуналу, і учасників повстання привселюдно розстрілювали.
Федір Лозан тривалий час переховувався. 25 листопада 1925 року його впіймали. Надзвичайна сесія Могилів-Подільського окружного суду засудила його до розстрілу. Отамана з села Суботівка Тимофія Семеновича Погонця розстріляно 17 квітня 1928 року.